# Влакна
Влакна могу имати различите улоге . Могу се јављати у човековом телу, храни, одећи. Што се тиче тела, она су неопходна за живот.

## Тело
Уз помоћ влакана се мишићи везују за кости. Влакна могу бити у виду мишићних тетива, као и коштани калцификати. Калцификација је процес накупљања наслага калцијума на мишићима или осталим меким ткивима. Најчешћи проблеми који се јављају код влакана су:
1. Контрактура влакана
2. Микротрауме влакана
3. Деформација при рођењу особе

### Контрактура влакана
Најчешће се јавља код ломова костију које су влакнима везане за мишиће. Због потребе гипсирања одређеног лома, део тела мирије у неутралном положају и није у могућности да врши истезања и савијања. Када мишић, везан за влакно, стагнира две до три недеље, долази до контрактуре- онемогућено је кретање тог дела тела. 

### Микротрауме влакана
Јављају се при екстремном физичком напору неког мишића везаног за влакно. Оне су вид унутрашњег крварења тог мишића. При том крварењу, влакно је ослабљено тј. његова веза између мишића и кости је покидана. Проблем се открива ултразвучном анализом, док се решава мировањем тог дела тела и наношењем хладне облоге на повреду.

### Деформација при рођењу особе
Деформација се може јавити у виду недостатка влакна или ограничених могућности влакна. Не постоји ни један вид терапије или интервенције иако се данас развијају начини трансплантације вештачких влакана.

## Одећа
Јављају се у виду вештчких влакана, јер се тиме решава проблем недостатка текстилне индустрије. 
Групе влакана на бази целулозе:
1. Бакарна
2. Вискозна
3. Ацетатна
4. Акрилна
5. Поли-пропиленска
6. Полиестерска
7. Поли-амидна
8. Арамидна
9. Еластинска
10. Ликра

### Бакарна влакна
Бакарна влакна се добијају таложељем целулозе растопљене у раствору бакар-оксида лат. CuOH у амонијаку лат. NH3.

### Вискозна влакна
Вискозно влакно је једно од првих врста вештачке целулозе. Користе се за драперије, ћебад, крпе за судове, тапацирање, завесе, простирке, спортске мајице, постељину.

### Ацетатна влакна
Ацетатна влакна се производе од целулозе на бази памука или дрвета са ацетат анхидридом, катализаторима и ацетоном. Ова влакна се користе за доњи веш, капуте, траке, тапацирање.

## Храна
Влакна у храни се дефинишу као супстанца која се налази у спољашњим слојевима житарица или биљака и која не могу да се сваре у дигестивном тракту. Влакна се не апсорбују и не варе, већ остају у цреву где моделују варење других нутријената и регулишу перисталтику. У зависноти од проблема, користе се различити типови влакана. 

У папирној индустрији, такође постоје лесна целулозна влакна. 